# Kołymskoje (Jakucja)
Kołymskoje (ros. Колымское) – wieś w Rosji, w Jakucji, w ułusie niżniekołymskim. W 2010 liczyła 811 mieszkańców.